# Habitatge al carrer Vila Puig, 8 (Sant Quirze del Vallès)
L'Habitatge al Carrer Vila Puig, 8 és una obra de Sant Quirze del Vallès (Vallès Occidental) inclosa a l'Inventari del Patrimoni Arquitectònic de Catalunya.

## Descripció
A l'antic carrer Major, avui anomenat Vila Puig, un dels de més tradició històrica de Sant Quirze de la Serra, es troba aquesta casa, un dels antics habitatges del poble.
Hauria estat una casa peculiar del carrer, pel que mostra l'estructura que encara avui es conserva.
L'actual façana ens indica que l'any 1926 va ser reformada dins dels gustos de l'estètica postmodernista que va recuperar les línies clàssiques i severes respecte a l'ornamentació.
La casa té planta baixa i pis amb parets llises i pintades en dues tonalitats per a ressalt del sòcol i motllures de divisió i acabament. Totes les seves obertures són de tipologia rectangular amb una motllura d'emmarcament a la part superior com a la manera dels "trencaaigües".
Al pis, hi ha balcó amb barana de ferro amb brèndoles verticals i dos elements ovoïdals, simètricament col·locats amb decoració interior.
A la finestra de la planta, hi ha el mateix model de barana de ferro. Com a coronament, es troba una cornisa corba amb gerros a cada extrem com a element decoratiu.